# Усов Віктор Михайлович
Усов Віктор Михайлович - Герой Радянського Союзу, начальник 3-ї прикордонної застави 86-го Августовського прикордонного загону Білоруського прикордонного округу Народного комісаріату внутрішніх справ (НКВС) СРСР, лейтенант.

## Подвиг
Начальник 3-ї прикордонної застави (86-й прикордонний загін, Війська НКВС СРСР), українець, комсомолець. Лейтенант Віктор Усов особливо відзначився в бою при захисті Державного кордону СРСР в районі села Вулька Доргуньська (зараз село Усово) Гродненської області Білорусі.
Прикордонна застава лейтенанта Усова В. М., що налічувала за різними даними від 30-и до 36-и багнетів, прийняла свій перший і останній бій 22 червня 1941 року і стримувала лютий натиск батальйону противника
більше шести годин. Лейтенант Усов В. М. бився в рядах своїх підлеглих — воїнів прикордонників. Отримавши в бою п'ять поранень, він не покинув поле бою, залишаючись до своєї загибелі в траншеї перед заставою.
Указом Президії Верховної Ради СРСР від 6 травня 1965 р. року за зразкове виконання бойових завдань командування на фронтах боротьби з німецько-фашистськими загарбниками в роки Великої Вітчизняної війни і проявлені при цьому відвагу і геройство, лейтенанту Усова Віктору Михайловичу присвоєно звання Героя Радянського Союзу, посмертно.

## Біографія

Пам'ятник В.Усову по вул. Прикордонників у місті Нікополі. (демонтовано)

Народився 22 грудня 1916 року в місті Нікополі Дніпропетровської області. Після закінчення семи класів з 1934 по 1937 роки працював електрослюсарем на Південнотрубному заводі міста Нікополя. На військову службу призваний в 1937 році. В 1940 році закінчив Харківське військове училище прикордонних та внутрішніх військ НКВС. Службу проходив на західному кордоні на посаді начальника 3-ї прикордонної застави (86-й прикордонного загіону війська НКВС СРСР).
22 червня 1941 року близько 3-ї години 30 хвилин начальник 3-ї застави 86-го Августовського прикордонного загону лейтенант Усов разом з своїми бійцями першими стали на шляху фашистських військ, які вторглися до СРСР. Будучи тяжко пораненим лейтенант Усов до останнього подиху керував боєм, понад 6 годин утримуючи рубежі Батьківщини.
Останки лейтенанта Усова В. М. були виявлені і підняті для перепоховання 28 липня 1952 року. Нині вони покояться в братській військової могилі, що розташована в півтора кілометрах від села Усово (колишнє с. Вулька Доргуньська) Гродненського району Гродненської області (Білорусь).
Звання Героя Радянського Союзу присвоєно у 1965 році (посмертно).

## Вшанування пам'яті
Ім'я Героя було присвоєно прикордонній заставі Гродненського прикордонного загону Західного прикордонного округу КДБ СРСР, що дислокується на місці загиблої 3-й застави 86-го Августовського прикордонного загону військ НКВС СРСР (Постанова Ради Міністрів СРСР № 576—281 від 30 травня 1958 року).
Указом Президії Верховної Ради Білоруської РСР від 30 липня 1964 р. село Вулька-Доргуньськая було перейменоване в село Усово.
Наказом Головного управління річкового флоту при Раді Міністрів Української РСР № 116 від 5 червня 1967 року теплоходу «ПТ-0170» присвоєно ім'я Героя Радянського Союзу В. М. Усова.
На Нікопольському Південнотрубному заводі в електроцеху на робочому місці В. М. Усова встановлена меморіальна плита з написом: «Тут працював Усов Віктор Михайлович. Героїчно загинув 22 червня 1941 року».
У місті Гродно (Білорусь) ім'ям Героя названа школа, у будівлі якої встановлений пам'ятник. У місті щорічно проводиться турнір з боксу пам'яті героя прикордонника.